# 性本無言
《性本無言》（烏克蘭語：Плем'я）是一部2014年的烏克蘭劇情片，由米羅斯拉夫·史拉波殊皮斯基編劇並執導，是他的長片處女作。影片以一所聾人學校為背景，全片只使用乌克兰手语而沒有對白，也沒有提供任何字幕、翻譯或旁白。本片入選了第67屆康城影展國際影評人週單元，並摘得包括該單元最高獎在內的三項大獎。

## 劇情
在一間寄宿制聾人學校裡，一羣學生組成了一個犯罪集團，從事搶劫、賣淫等勾當。一位新入學的內向男生謝爾蓋（格雷戈里·費申科飾演）在暴力和威脅的驅使下身不由己地成為了團伙的一份子，並旋即取代了在一次事故中身亡的負責拉皮條的男孩。然而，他很快戀上了賣淫女孩安雅（雅娜·諾維科娃飾演），並決意協助她逃往意大利。隨著二人感情的日漸深入和計劃的逐步實行，一場更大的風暴正在醞釀……

## 拍攝與上映

2015年4月5日，第39屆香港國際電影節放映《性本無言》前在銀幕上展示的觀眾提示

影片改編自導演史拉波殊皮斯基曾入圍2010年柏林國際影展的11分鐘短片《Deafness》（烏克蘭語：Глухота）。長片的劇本創作工作於2011年完成（因此本片事實上並不如同一些觀眾和評論家認為的那樣，包含對其後烏克蘭政局的指涉），拍攝於2013年秋開始。影片拍攝成本約為150萬美元，並在拍攝中得到了烏克蘭國家電影部門的資助。
在影片選角期間，有超過300名演員參加了試鏡，所有參與試鏡以及最終參加演出的演員都是非專業的聾人演員。影片中角色交流完全通過烏克蘭手語；儘管導演本人撰寫了劇本，但由於他並不懂手語，因此在現場必須藉助手語翻譯以確定演員們的手勢與劇本中的「對白」相符。
影片於2014年5月21日在第67屆康城影展首映。在進行所有公映和展映時，全手語、無對白的《性本無言》都沒有提供任何字幕、翻譯或旁白等輔助措施以幫助觀眾理解角色間的手語交流。導演史拉波殊皮斯基對此解釋稱：「這樣做的本意就是要讓觀眾在沒有翻譯的情況下看懂電影，也正是觀眾能真正投入欣賞本片的原因之一。」「（在其他電影中）觀眾必須將精力花費在讀字幕上，而影像的效果就會因此受到損失。這樣看電影太複雜了。」「電影不一定要有對白，所有情感都寫在臉上、表現在動作裡。最重要的東西是人類的情感，而這對於世界上任何一個人來說都是清晰易懂的。」
康城首映後，影片又參加了大量其他電影節的競賽與展映，主要包括（依時間順序）：
- （捷克）
- （瑞士）
- 多倫多影展（加拿大）
- 釜山影展（韓國）
- 華沙影展（波蘭）
- 倫敦影展（英國）
- 根特影展（比利時）
- 維也納影展（奧地利）
- 塞薩洛尼基影展（希臘）
- 金馬國際影展（台灣）
- 斯德哥爾摩影展（瑞典）
- 棕櫚泉影展（美國）
- 聖丹斯影展（美國）
- 香港國際電影節（香港）
- 悉尼影展（英语：Sydney Film Festival）（澳大利亞）

在華語地區，《性本無言》在2014年底和2015年首季於金馬國際影展和香港國際電影節展映後，又分別於2015年7月30日和8月21日在香港和台灣公映。包含大尺度暴力和性愛情節的本片在兩地上映時分別被定為III級和限制級。

## 評價與反響
影片獲得了影評界的一致好評。本片在電影評分網站爛番茄上的新鮮度為86%，在專業影評聚合網站Metacritic上的綜合得分為78分。《衛報》的影評人彼得·布拉德肖給出了四星（滿分五星）的評價；《綜藝》雜誌針對影片的獨特拍攝手法評價稱：「導演出色地利用模稜兩可性來加強而非弱化觀眾的感知；即使某一次特定交流的含義難以捉摸，對敘事的更宏觀理解卻得以佔據上風。」《荷里活報道》指：「對手語、聾人及沈默的運用幫助影片在基礎素材以上增添了更令人興奮的元素，神奇地塑造出一部豐富、奇特而獨一無二的作品。」
本片曾被廣泛認為會代表烏克蘭角逐第87屆奧斯卡金像獎最佳外語片，然而最後並未被烏克蘭當局選送學院。

## 外部連結
- 互联网电影数据库（IMDb）上《性本無言》的资料（英文）
- 豆瓣电影上《性本無言》的資料 （简体中文）
- 时光网上《性本無言》的資料（简体中文）
- 開眼電影網上《性本無言》的資料（繁體中文）
- Yahoo奇摩電影上《性本無言》的資料（繁體中文）
- 雅虎香港電影上《性本無言》的資料（繁體中文）